# Garth Manton
Garth Owen Vaughan Manton (* 16. Dezember 1929 in Darling Point, New South Wales; † 1. Februar 2024) war ein australischer Ruderer, der 1956 eine olympische Bronzemedaille gewann.

## Sportliche Karriere
Manton ruderte für den Mercantile Rowing Club in Melbourne. 1954 und 1956 war er australischer Meister im Achter.
Bei den Olympischen Spielen 1956 in Melbourne traten insgesamt zehn Achter an, im australischen Achter ruderten Michael Aikman, David Boykett, Fred Benfield, James Howden, Garth Manton, Walter Howell, Adrian Monger, Brian Doyle und Steuermann Harold Hewitt. Im Vorlauf gewannen die Australier vor den Booten aus Kanada, den Vereinigten Staaten und aus dem Vereinigten Königreich. Im Halbfinale siegte der US-Achter vor den Australiern, aus dem anderen Halbfinale erreichten die Kanadier und die Schweden das Finale. Im Finale siegte der US-Achter mit zwei Sekunden Vorsprung vor den Kanadiern, weitere zwei Sekunden dahinter erreichten die Australier als Dritte das Ziel mit neun Sekunden Vorsprung vor den Schweden.